# ナイム・スリティ
ナイム・スリティ（Naïm Sliti、1992年7月27日 - ）は、フランス・マルセイユ出身のプロサッカー選手。チュニジア代表。アル・イテファク所属。ポジションは、ミッドフィールダー。

## 経歴

### クラブ
リーグ・ドゥのCSスダン・アルデンヌでプロキャリアをスタート。在籍2シーズン目でクラブが破産し、それにともないフランス全国選手権のパリFCに移籍。
パリFCでは最高給取りであったが、監督の戦術に合わずわずか4試合の出場に終わった。
2014年、スティーヴ・マルレを通じてレッドスターFC93に加入。2016年1月、スタッド・レンヌが興味を示していると報じられたが、移籍は実現しなかった。
2016年夏、リールに買い取りオプション付きのレンタルで加入。シーズン終了後、オプションが行使され2020年6月までの契約を結んだ。しかし2017-18シーズンより就任したマルセロ・ビエルサ監督の構想から外れたため、ディジョンFCOに買い取りオプション付きのレンタルで加入。

### 代表
2016年6月3日のアフリカネイションズカップ2017予選・ジブチ戦でチュニジア代表デビュー&初ゴール。

## 代表歴

### 出場大会
- チュニジア代表
  - 2018 FIFAワールドカップ
  - 2022 FIFAワールドカップ

### 試合数
- 国際Aマッチ 75試合 14得点（2016年-）[15]

| チュニジア代表 | 国際Aマッチ | 国際Aマッチ |
| 年             | 出場        | 得点        |
| -------------- | ----------- | ----------- |
| 2016           | 3           | 1           |
| 2017           | 11          | 2           |
| 2018           | 13          | 3           |
| 2019           | 14          | 5           |
| 2020           | 4           | 0           |
| 2021           | 14          | 1           |
| 2022           | 12          | 2           |
| 2023           | 4           | 0           |
| 2024           |             |             |
| 通算           | 75          | 14          |

### 得点
2019年3月22日
| # | 開催日         | 会場             | 対戦国       | スコア | 結果 | 試合概要                           |
| - | -------------- | ---------------- | ------------ | ------ | ---- | ---------------------------------- |
| 1 | 2016年6月6日   | ジブチ市         | ジブチ       | 1–0    | 3–0  | アフリカネイションズカップ2017予選 |
| 2 | 2017年1月19日  | フランスヴィル   | アルジェリア | 2–0    | 2–1  | アフリカネイションズカップ2017     |
| 3 | 2017年1月23日  | リーブルヴィル   | ジンバブエ   | 2–0    | 2–1  | アフリカネイションズカップ2017     |
| 4 | 2018年9月9日   | マンジニ         | エスワティニ | 2–0    | 2–0  | アフリカネイションズカップ2019予選 |
| 5 | 2018年11月16日 | アレキサンドリア | エジプト     | 1–0    | 2–3  | アフリカネイションズカップ2019予選 |
| 6 | 2018年11月16日 | アレキサンドリア | エジプト     | 2–2    | 2–3  | アフリカネイションズカップ2019予選 |
| 7 | 2019年3月22日  | ラデス           | エスワティニ | 3–0    | 4–0  | アフリカネイションズカップ2019予選 |